# Ispidina
Ispidina este un gen de pescărași africani mici, insectivori, din familia Alcedinidae. Genul a fost introdus de naturalistul german Johann Jakob Kaup în 1848, având ca specie tip pescarul pitic african (Ispidina picta). Genul este grupul înfrățit cu genul Corythornis, care conține patru pescărași mici africani.

## Specii
Genul conține două specii:
- Ispidina picta (Boddaert, 1783)
- Ispidina lecontei (Cassin, 1856)